# زوما (بازی ویدئویی)
زوما (انگلیسی: Zuma) یک بازی ویدئویی معمایی تطبیق کاشی است که در سال ۲۰۰۳ است اوبرون مدیا آن را توسعه داده و توسط پاپ‌کاپ گیمز منتشر شده‌است. این بازی تاکنون برای از سیستم عامل‌های مختلفی از جمله دستیارهای دیجیتال شخصی، تلفن‌های همراه و آی‌پاد منتشر شده‌است.

یک نسخه پیشرفته به نام زوما دولوکس برای مایکروسافت ویندوز، اواس ده، اکس‌باکس ۳۶۰ و پلی استیشن ۳ منتشر شد. همچنین بسته‌ای برای پلی‌استیشن ۳ منتشر شد که این بازی را همراه بجویلد ۳ و فیدینگ فرنزی ۲ در یک بسته می‌فروشد.
زوما در سال ۲۰۰۴ جایزه «بازی سال» را از ریل آرکید دریافت کرد.